# Acolutha
Acolutha is een geslacht van vlinders van de familie spanners (Geometridae), uit de onderfamilie Larentiinae.

## Soorten
- A. albipunctata Holloway, 1976
- A. bicristipennis Prout, 1931
- A. flavipictaria Prout, 1922
- A. flavivitta Holloway, 1976
- A. pictaria Moore, 1888
- A. pulchella Hampson, 1895
- A. subrotunda Prout, 1922
- A. talis Prout, 1928